# Hopp (dygd)

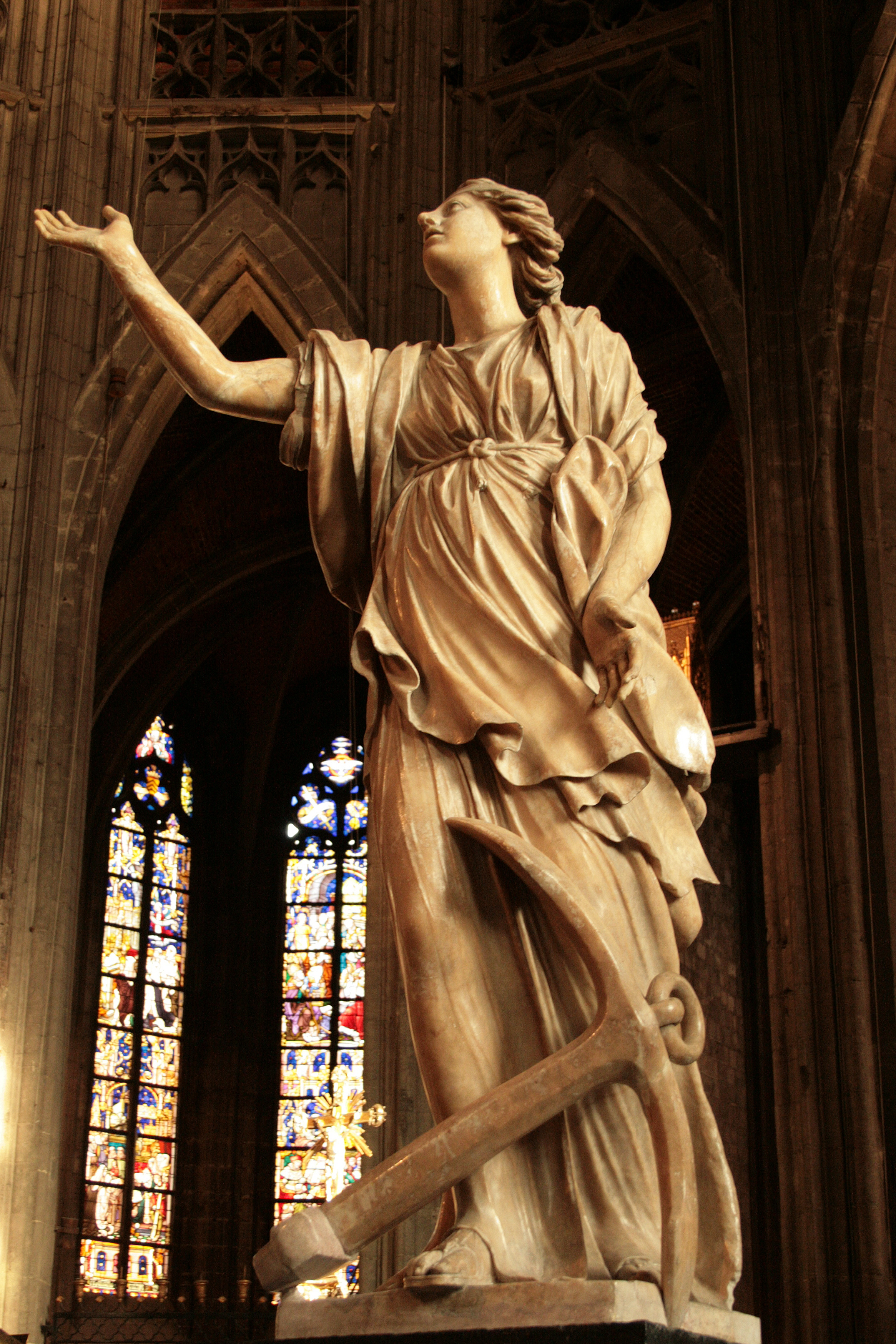
"Hoppet" av Jacques du Broeucq.

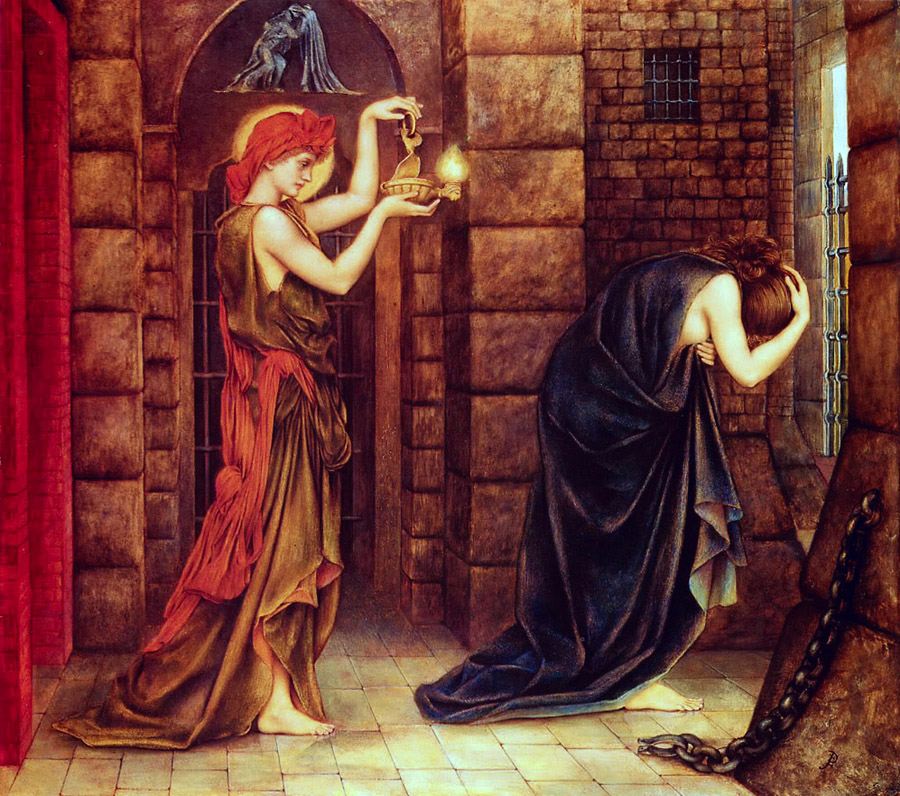
"Hoppet i förtvivlans fängelse" av Evelyn De Morgan.

Hopp är en av de tre teologala dygderna inom katolsk och kristen tradition, hämtat från Bibeln:
| ”                               | "Men nu består tro, hopp och kärlek, dessa tre, och störst av dem är kärleken." | „ |
| – Första Korinthierbrevet 13:13 |                                                                                 |   |

Hoppet, som är en kombination av längtan efter något och en förväntan om att en gång få mottaga det, har som mål föreningen med det gudomliga och därmed den eviga glädjen. Som de andra dygderna har hoppet sin utgångspunkt i människans vilja och inte känslorna. 

## Katolska kyrkan
Enligt katolska kyrkan är hoppet nedlagt i människors hjärtan av Gud, varför det ingår i de så kallade gudomliga dygderna.
Exempelvis påve Benedictus XVI:s andra encyklika Spe salvi (2007) är latin för "I hoppet är vi räddade".